# 阿普爾比 (阿肯色州)
阿普爾比（英語：Appleby）是位於美國阿肯色州華盛頓縣的一個非建制地區。該地的面積和人口皆未知。

## 地理
阿普爾比的座標為36°01′16″N 94°14′47″W / 36.02111°N 94.24639°W，而該地的平均海拔高度為372米（即1220英尺）。